# Festival de bande dessinée
 (juin 2010).
Si vous disposez d'ouvrages ou d'articles de référence ou si vous connaissez des sites web de qualité traitant du thème abordé ici, merci de compléter l'article en donnant les références utiles à sa vérifiabilité et en les liant à la section « Notes et références ».

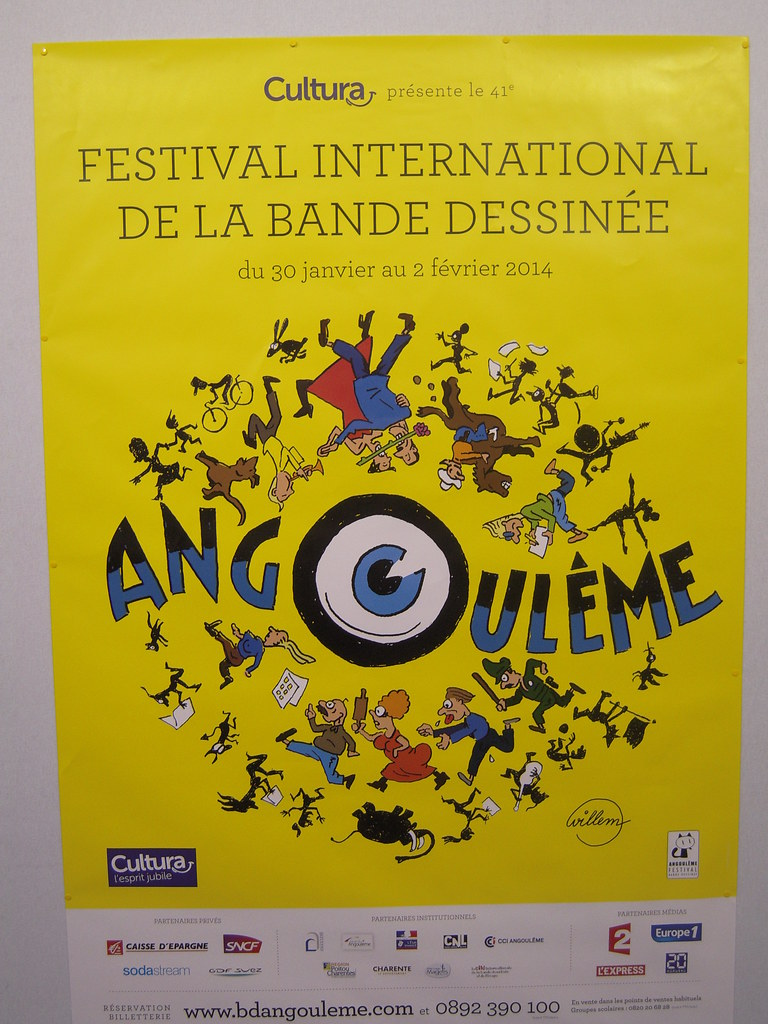
Affiche Festival Angoulême 2014

Un festival de bande dessinée est un événement consacré à la bande dessinée. Sur un ou plusieurs jours, le festival peut être le lieu d'expositions thématiques sur la bande dessinée(BD), de rencontres entre le public et les auteurs, souvent sous la forme de séances de dédicaces et de rencontres avec les libraires et éditeurs. C'est généralement l'occasion pour les libraires et les fanzineux de réaliser une part non négligeable de leur chiffre d'affaires.
Créé en 1974, le festival français le plus connu est le Festival international de la bande dessinée d'Angoulême (FIBD) qui se déroule généralement fin janvier annuellement.

## Histoire
Le premier festival international en Europe a eu lieu à Bordighera en février 1964, sur le modèle des Comics conventions américains[réf. souhaitée], le Salon international des bandes dessinées. Il est organisé par le CÉLEG et l'Istituto di scienza delle comunicazioni di massa[réf. souhaitée]. En 1966, le Salon international des bandes dessinées s'installe à Lucques en Italie, où il a toujours lieu sous le nom de Lucca Comics and Games. Aux États-Unis, le Comic-Con de San Diego est créé en 1970 et devient un festival majeur de la bande dessinée américaine. En France, un festival est créé en 1973 à Toulouse, il dure jusqu'au début des années 1980 et doit cesser faute d'aide de la municipalité. Le premier Festival d'Angoulême, inspiré par celui de Lucques, a lieu fin janvier 1974 à l'initiative de Francis Groux, Jean Mardikian et Claude Moliterni. Assez rapidement, il devient aussi important que Lucques, avant de devenir international dans les années 1990. Les tentatives de créer un autre grand festival français, comme à Grenoble en 1989-1990 ou à Paris (Palais de la BD) entre 2002 et 2005 ont toutes échoué.
En octobre 1977 est créé le Festival international de la bande dessinée de Chambéry. Depuis, de nombreuses villes de province ont soutenu l'organisation d'un festival de bande dessinée. En effet, peu coûteux à organiser, ceux-ci assurent une animation familiale sûre de plaire. Parfois, l'ambition est plus élevée, et des festivals acquièrent une stature nationale, comme le Quai des Bulles à Saint-Malo depuis 1981 ou BD Boum à Blois depuis 1984, plus grand des festivals gratuits[réf. souhaitée].
En 1984, la Suisse se dote à Sierre du BD'Sierre festival, second festival francophone dans les années 1990. Ce festival se déplace en 2005 à Lausanne, sous le nom de BD-FIL. Depuis 1988 le Festival de la bande dessinée francophone de Québec est le principal festival francophone d'Amérique. Le Fumetto de Lucerne est quant à lui, depuis 1992 la deuxième manifestation de ce type dans le pays. Au Portugal, l'année 1989 marque la première édition de l'un des plus importants festivals de la Péninsule Ibérique, le Festival International de la Bande dessinée d'Amadora, tout près de Lisbonne.
Depuis la fin des années 1990, les festivals consacrés à la bande dessinée et à l'animation asiatiques se multiplient : Epitanime, créé en 1997 et surtout Japan Expo en 2000 sont les principaux festivals. En 2006, est créé le Lille Comics Festival, festival français dont la vocation première, mais non exclusive, est de faire rencontrer, au public, des auteurs de bandes dessinées anglo-saxonnes reproduisant ainsi les "Comics Conventions" citées plus haut. Depuis la même année, a également lieu le Lyon BD Festival, auquel est adjoint un Festival OFF afin d'encourager toute personne ou structure souhaitant se faire l'écho du festival par l'organisation d'événements BD hors du Festival. Le festival a aussi pour objectif de présenter un large panorama du monde de la BD française. À l'occasion, de nombreux prix sont remis, dont le Grand Prix de Lyon de bande dessinée.

## Critique
Originellement conçus comme des lieux d'échanges entre collectionneurs et de rencontre avec les auteurs, l'idée de « rencontre » paraît parfois oubliée et les festivals sont critiqués pour prendre trop souvent la forme de manifestations purement marchandes, où les expositions ne sont plus qu'un prétexte. Certains festivals, comme BD à Bastia, le festival Regard 9, Strasbulles, le festival de Solliès-Ville, le festival de bande dessinée de Lexy ou encore le festival BD Des Planches et des Vaches (Hérouville-Saint-Clair, chaque 1er week-end d'avril) tentent de favoriser les rencontres sur les simples dédicaces, et les expositions sur les stands marchands.[réf. nécessaire]